# 田んぼアート
田んぼアート（たんぼアート）は、田んぼをキャンバスに見立て色の異なる稲を使って、巨大な絵や文字を作り出すプロジェクト、またその作品。

## 概要
田んぼアートは田んぼをキャンバスに見立て、色の異なる稲を植えることで巨大な絵や文字を作る。大規模なものの多くは斜め上から見る前提で図案を設計し、これに基づいて遠近を考慮して植えられている。使用する稲は背景の緑部分には現代の食用に広く栽培されている品種、図柄の部分には古代米と呼ばれている在来種のうち葉色が濃い紫や黄色の稲、または公的機関で葉色や穂色が鮮やかなものを選抜して育成した観賞用品種の稲で、これらの葉や穂の色によって緑色、黄緑色、濃紫、黄色、白色、橙色、赤色といった色が作られる。
1993年（平成5年）に青森県南津軽郡田舎館村で村おこし（地域活性化事業の1つ）として田舎館村の村役場の裏手にある田んぼで田んぼアートが開始された。その後2010年以降になるとこれが日本全国に広まり、全国田んぼアートサミットも開催されている。
2020年代には、中華人民共和国やタイ王国でも行われるようになっている。

## 田舎館村での取り組み
田舎館村の田んぼアートが行なわれる場所は、村役場の東側にある約1.5haの水田である。2012年からは、第2会場として道の駅いなかだて施設内の田んぼも設定された。使用されている稲は、当初、古代米2種類（黄稲、紫稲）と、この地方で栽培されているブランド米の「つがるロマン」の計3種類であったが、2006年には、新たに「紅染」「紅都」という赤色系の苗（生育した稲は白色などに見える）を加えた5種類、2011年には新色（オレンジ、深緑）を加えた7種類となり、2019年現在では「つがるロマン」及び「あさゆき」（緑色）、「紫大黒」（紫）、「黄大黒」（黄色）、「緑大黒」（濃緑色）、「ゆきあそび」（白）、「あかねあそび」（橙）、「べにあそび」（紅）、「紫穂波」（穂が紫）、「赤穂波」（穂が赤色）、「白穂波」（穂が白）の11種類7色となっている。村役場、道の駅ともに展望室が開放され、作品を眺めることができる。毎年多くの人が訪れ、2007年度には24万人が訪れた。また田植えや稲刈りへの参加者も募集しており、多くの人が参加している。2013年は、第1会場で6月2日に田植え体験ツアー（8時半受付スタート、9時半開会式）が、第2会場では13日・14日に田植えを行った。
2008年には、運営費をまかなうための増収策として、「大黒様」の下部に日本航空（JAL）と東奥日報120周年のロゴを入れ、広告費として200万円を得ることとしたが、地権者で協議会のメンバーでもある前村長が、事前の連絡がなかったとして抗議し、「広告絵柄を抜き取らないと来年から水田を貸さない」と述べた。これを受け、「田舎館村むらおこし推進協議会」が僅差で抜取りを決め、村職員が広告部分の苗を抜き取った。田植えに参加した住民などは、抜き取りに抗議した。選挙戦で争った現村長との確執が背景にあるともされる。この抜き取りについて、東奥日報が、日本航空の広告部分を抜き取ったことで広告収入が入らなくなったとして、主催者の田舎館村に対し、241万円の損害賠償を求めた。
2013年には、第2会場がある道の駅いなかだて付近に、弘南鉄道弘南線の田んぼアート駅（7月27日開業）が設置され、同時に役場前の第1会場と第2会場を結ぶシャトルワゴン車の運行が開始された。
田んぼアートのRice Codeがカンヌライオンズ 国際クリエイティビティ・フェスティバルで2部門の金賞を獲得し、合わせて五つの賞を受賞した。

### 田舎館村における作品テーマ
おもに日本人の芸術作品をモチーフにしている。
- 2003年 - レオナルド・ダ・ヴィンチ『モナ・リザ』
- 2004年 - 棟方志功『釈迦十大弟子羅睺羅の柵』と『山神妃の柵』
- 2005年 - 東洲斎写楽『二代大谷鬼次の奴江戸兵衛』、喜多川歌麿『歌撰恋之部・深く忍恋』
- 2006年 - 俵屋宗達『風神雷神図屏風』
- 2007年 - 葛飾北斎『富嶽三十六景』の『神奈川沖浪裏』と『凱風快晴』
- 2008年 - 恵比寿様、大黒様
- 2009年 - 戦国武将、ナポレオン・ボナパルト
- 2010年 - 弁慶と牛若丸、『五条大橋での戦い』
- 2011年 - 『竹取物語』
- 2012年
  - 第1会場（田舎館村役場庁舎東側の田んぼ）：悲母観音と不動明王
  - 第2会場（道の駅いなかだて、弥生の里）：七福神、マジンガーZ
- 2013年
  - 第1会場（田舎館村役場庁舎東側の田んぼ）：花魁とハリウッドスター（マリリン・モンロー）
  - 第2会場（道の駅いなかだて、弥生の里）：ウルトラマン
- 2014年
  - 第1会場（田舎館村役場庁舎東側の田んぼ）：富士山と羽衣伝説(図案)
  - 第2会場（道の駅いなかだて、弥生の里）：サザエさん
- 2015年
  - 第1会場（田舎館村役場庁舎東側の田んぼ）：風と共に去りぬ
  - 第2会場（道の駅いなかだて、弥生の里）：スター・ウォーズ/フォースの覚醒
- 2016年
  - 第1会場（田舎館村役場庁舎東側の田んぼ）：真田丸
  - 第2会場（道の駅いなかだて、弥生の里）：シン・ゴジラ
- 2017年
  - 第1会場（田舎館村役場庁舎東側の田んぼ）：ヤマタノオロチとスサノオノミコト
  - 第2会場（道の駅いなかだて、弥生の里）：桃太郎
- 2018年
  - 第1会場（田舎館村役場庁舎東側の田んぼ）：ローマの休日(図案)
  - 第2会場（道の駅いなかだて、弥生の里）：手塚治虫キャラクター(図案)
- 2019年
  - 第1会場（田舎館村役場庁舎東側の田んぼ）：ＮＨＫの連続テレビ小説「おしん」
  - 第2会場（道の駅いなかだて、弥生の里）：「おかあさんといっしょ　ガラピコぷ～」
- 2020年（中止）
  - 第1会場（田舎館村役場庁舎東側の田んぼ）：
  - 第2会場（道の駅いなかだて、弥生の里）：エヴァンゲリオン
    - 2020年は、新型コロナウイルス感染拡大の影響で、中止された[16]。
- 2021年
  - 第1会場（田舎館村役場庁舎東側の田んぼ）：使用せず
  - 第2会場（道の駅いなかだて、弥生の里）：いとみち
- 2022年
  - 第1会場（田舎館村役場庁舎東側の田んぼ）："モナリザ"と"湖畔"
  - 第2会場（道の駅いなかだて、弥生の里）："縄文から弥生へ"
- 2023年
  - 第1会場（田舎館村役場庁舎東側の田んぼ）：「門世の柵」と「真珠の耳飾りの少女」
  - 第2会場（道の駅いなかだて、弥生の里）：「ONE PIECE」
- 2024年
  - 第1会場（田舎館村役場庁舎東側の田んぼ）：「神奈川沖浪裏と北里柴三郎」
  - 第2会場（道の駅いなかだて、弥生の里）：「じいさんばあさん若返る」
- 2025年
  - 第1会場（田舎館村役場庁舎東側の田んぼ）：「田舎館村７０年のキセキ」
  - 第2会場（道の駅いなかだて、弥生の里）：映画「おいしい給食 炎の修学旅行」

## 行田市での取り組み
古代蓮の里にある古代蓮会館の展望室（高さ約50 m）から一望できる。約2.8 haと大きく、2015年に世界最大の田んぼアートとしてギネス世界記録（記録名：Largest rice field mosaic）の認定を受けた。

## 日本各地の開催地
- 北海道旭川市東鷹栖
- 北海道上川郡鷹栖町[19]
- 青森県南津軽郡田舎館村 - 発祥の地[20]。
- 岩手県花巻市石鳥谷
- 岩手県奥州市水沢区
- 秋田県秋田内陸縦貫鉄道沿線
- 秋田県八郎潟町
- 山形県米沢市[21]
- 福島県鏡石町[22]
2022年では「つるのおんがえし」をテーマとし、穂に色が付く「紫穂波」、「赤穂波」、「白穂波」を利用して鶴が浮かび上がる演出を行った[22]。
- 福島県相馬市[23]
- 新潟県新潟市北区（福島潟）
- 群馬県川場村[24]
- 茨城県つくばみらい市
- 埼玉県行田市
- 埼玉県越谷市[25]
東埼玉資源環境組合の「リユース展望台」（高さ約80 m）から一望できる。
- 福井県越前町
- 富山県砺波市
- 静岡県菊川市
- 愛知県安城市、西尾市
- 滋賀県甲賀市水口町牛飼（信楽高原鐵道沿線。乗車しながら鑑賞する）[26][27]
- 滋賀県長浜市長野町（虎姫田んぼアート)[27][28]
- 京都府宇治市
- 京都府船井郡京丹波町
- 兵庫県姫路市夢前町
- 岡山県津山市
- 香川県善通寺市
- 熊本県上天草市
- 鹿児島県南九州市

## ギャラリー

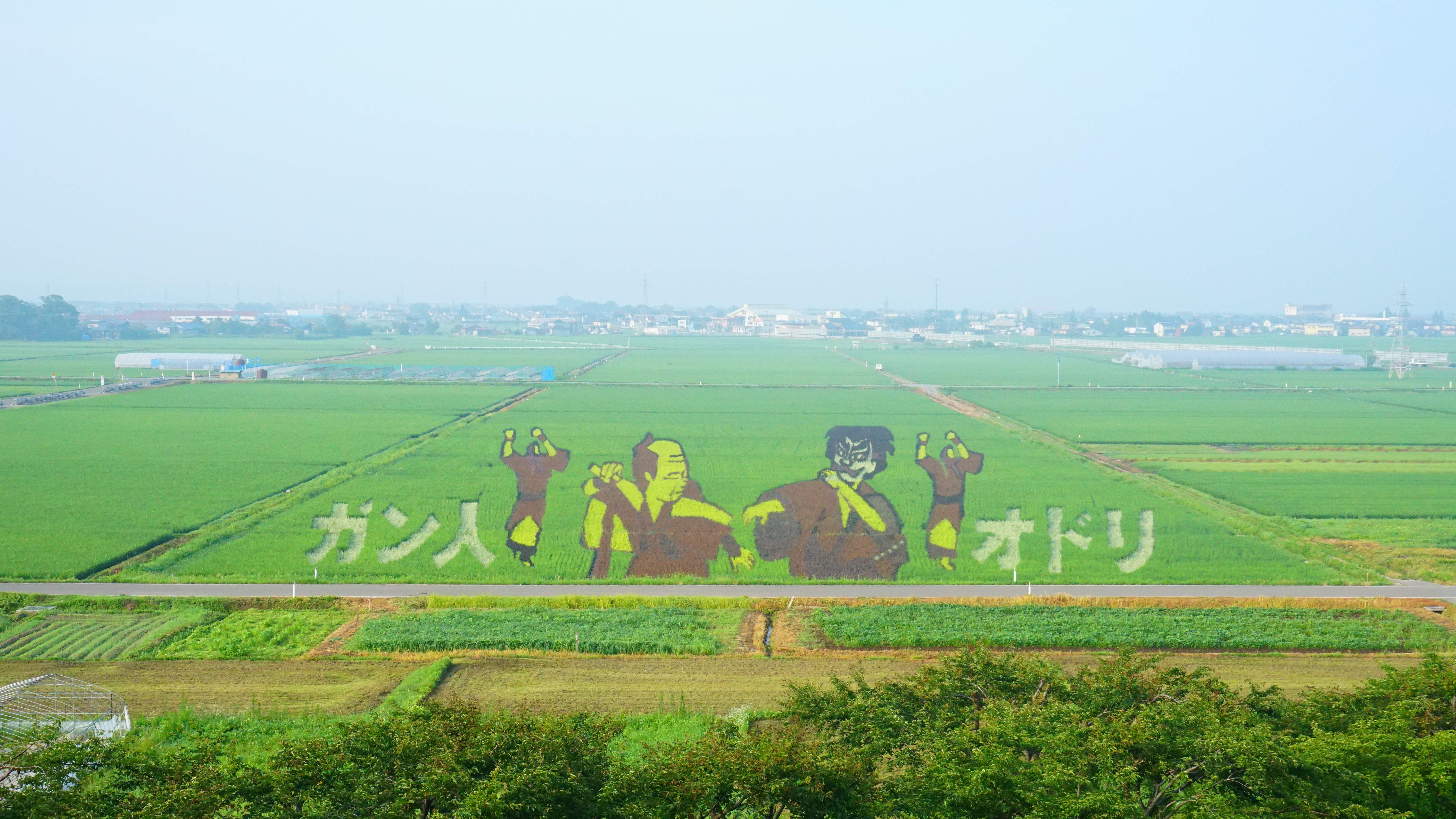
八郎潟町 2018年
行田市 2015年
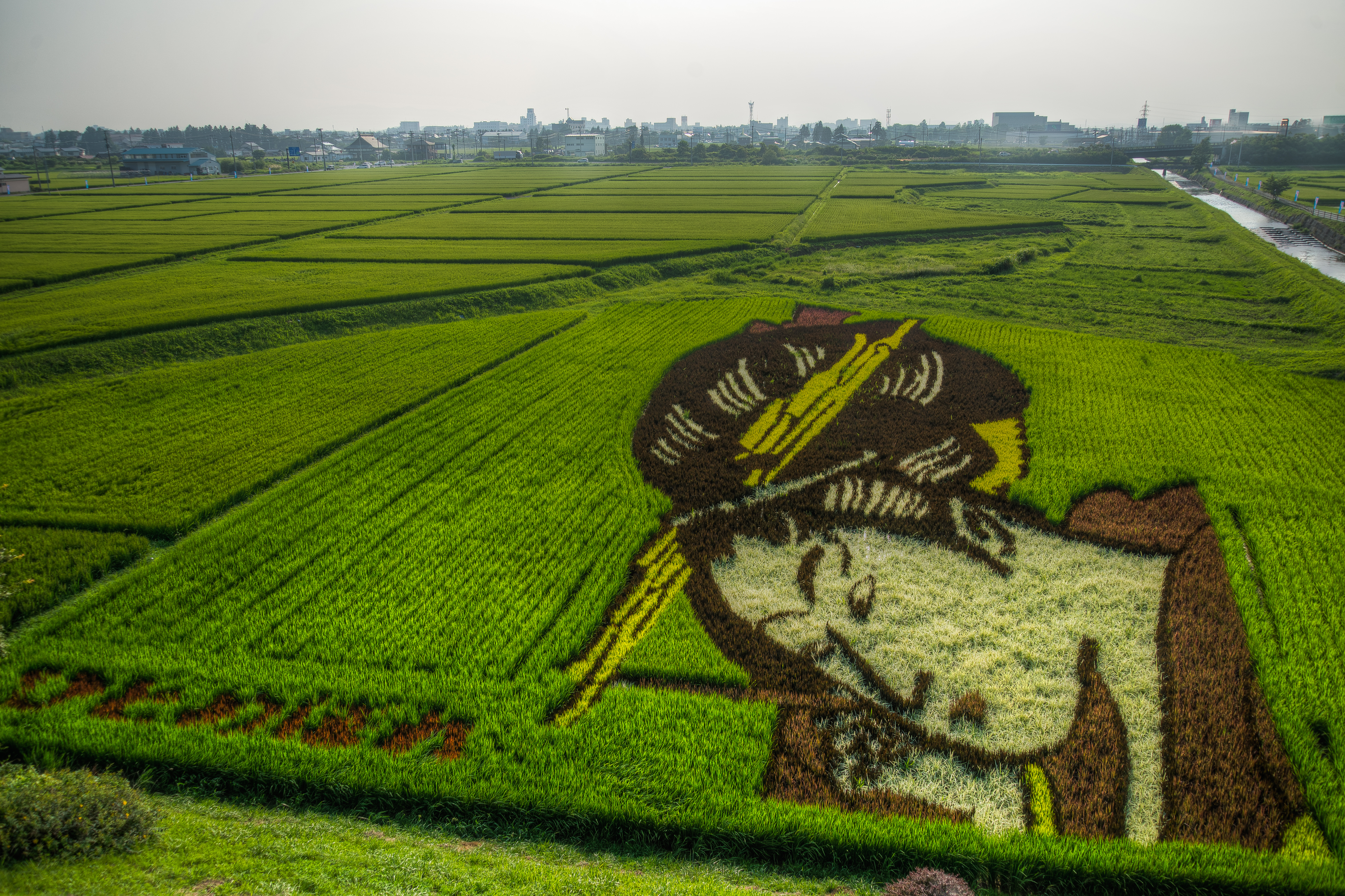
奥州市 2013年
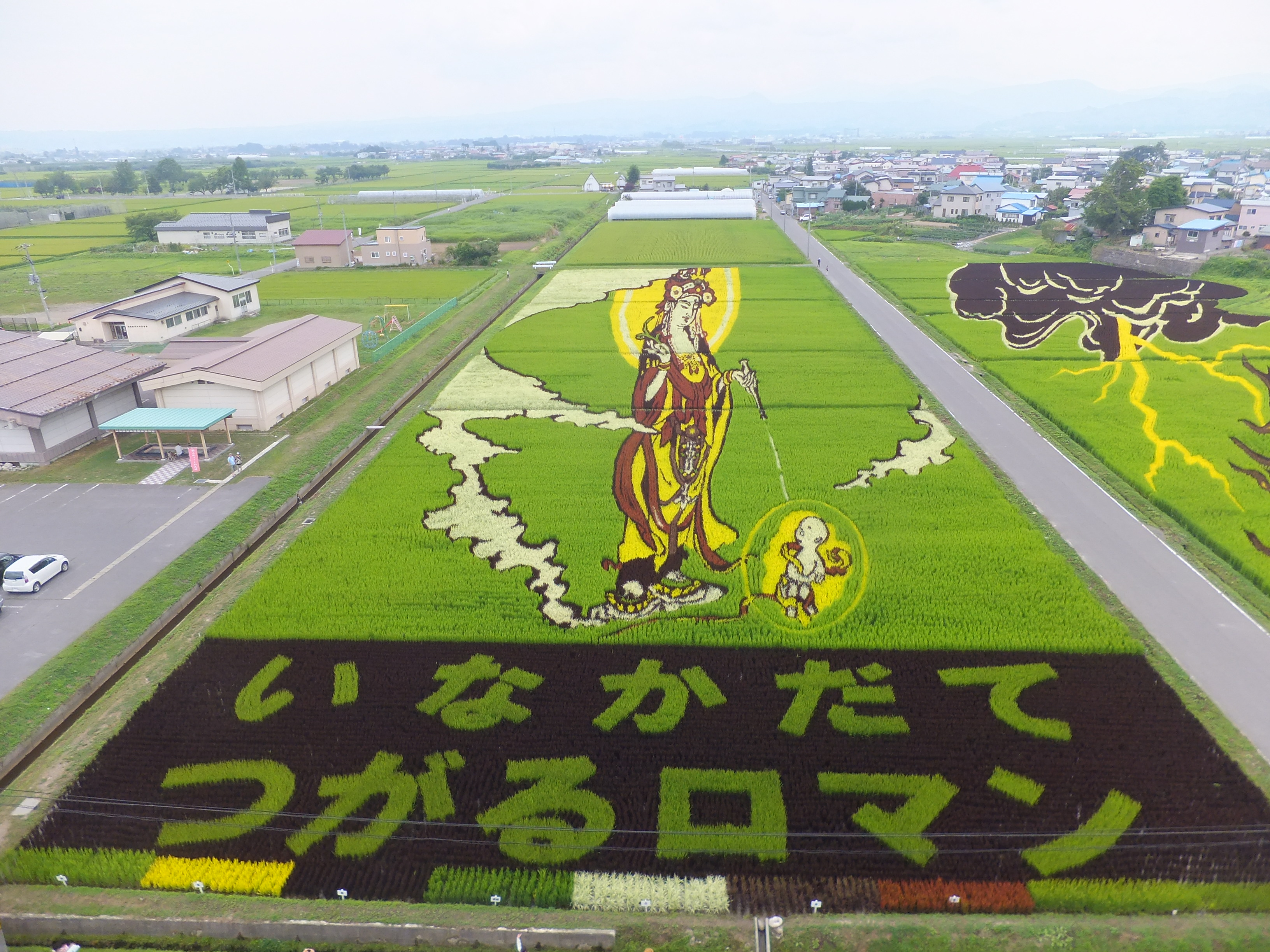
田舎館村 2012年
行田市 2012年
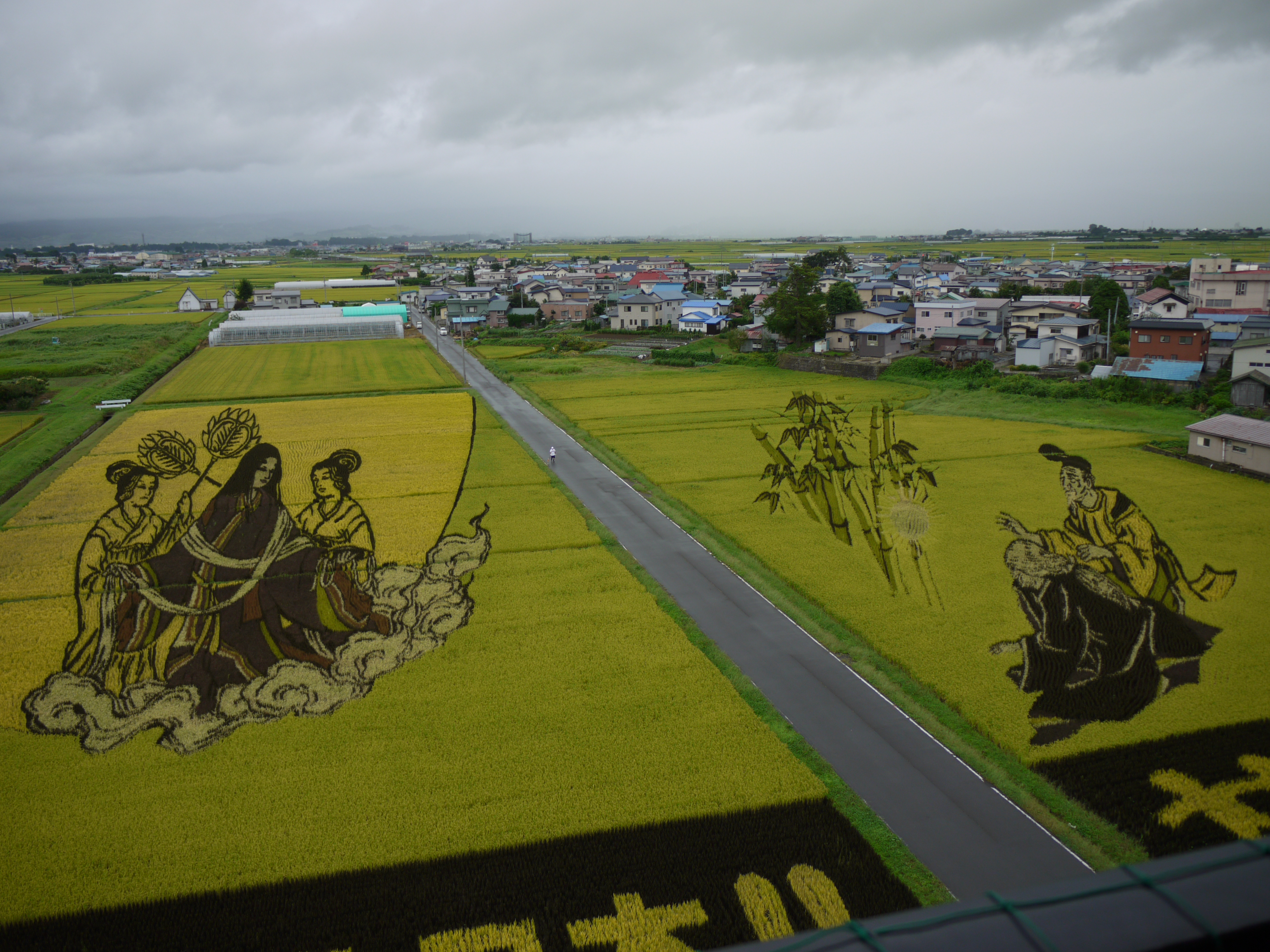
田舎館村 2011年
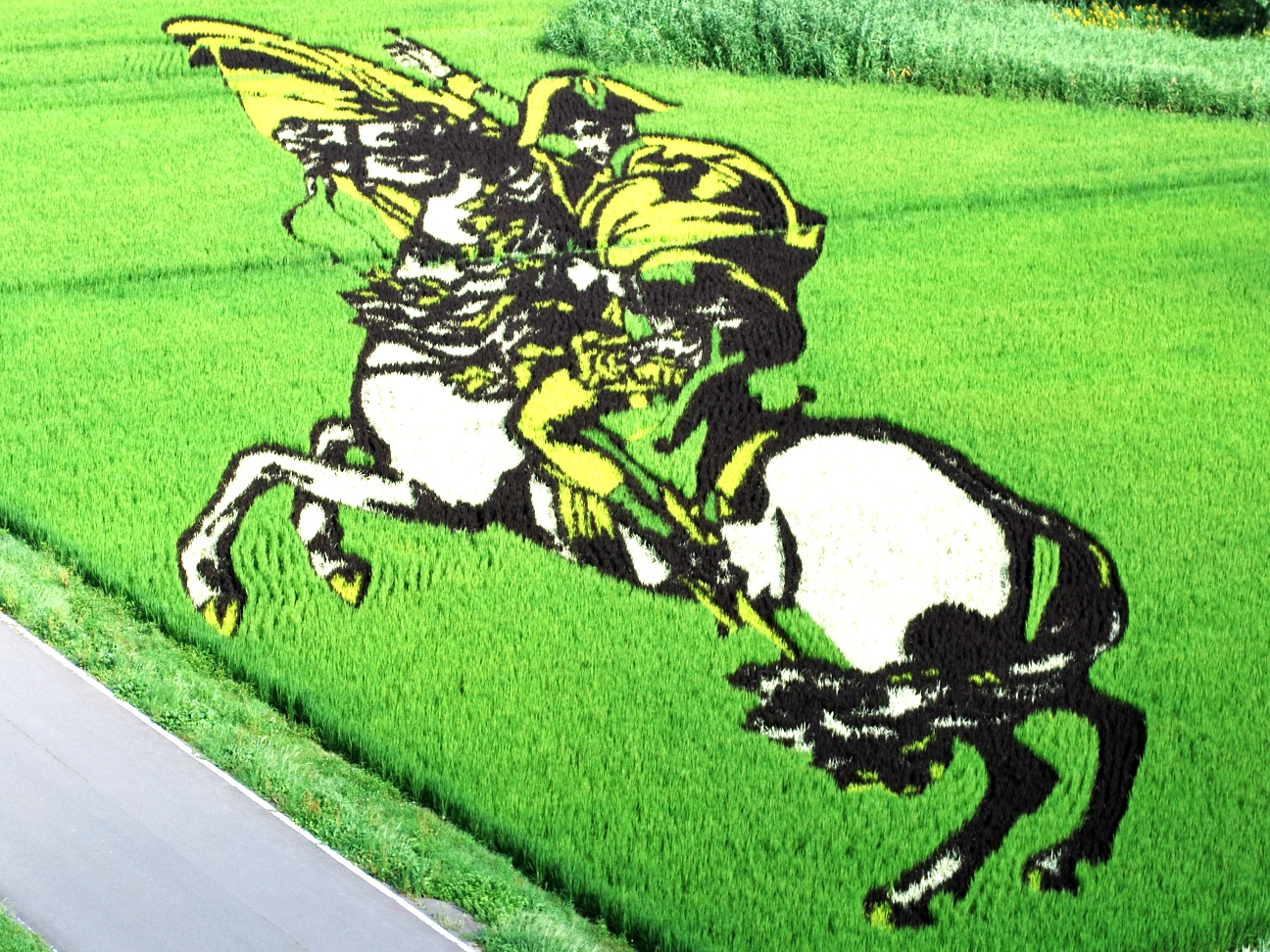
田舎館村 2009年
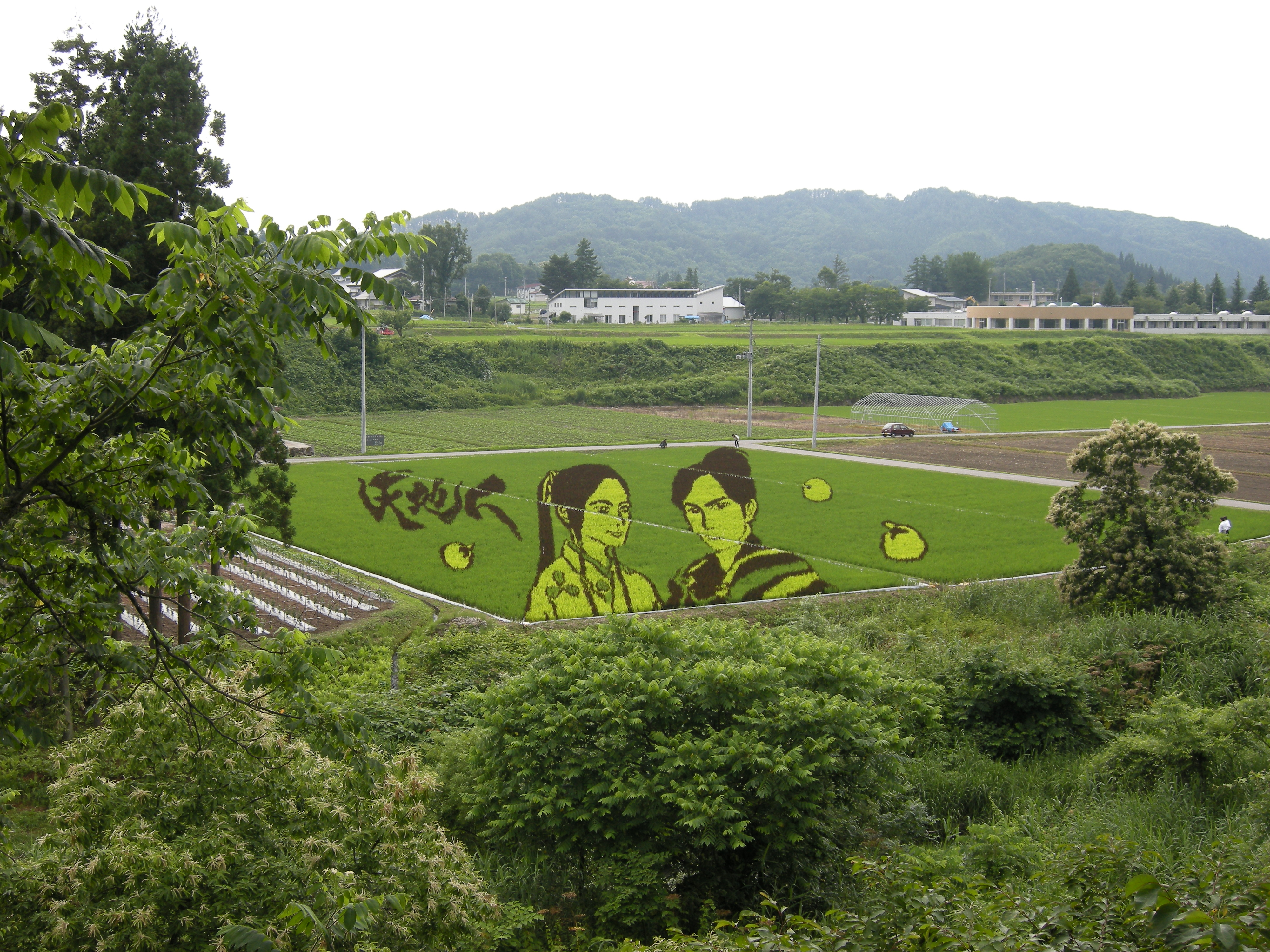
米沢市 2009年